# Laurbær-familien
Laurbær-familien (Lauraceae) er en familie med ca. 50 slægter og omkring 2.500 arter, der er udbredt i tropiske og subtropiske områder på hele kloden. De kan kendes på deres aromatiske duft med blade, som sidder spredt og gerne skruestillet, og som er læderagtige med blank overflade. Blomsterne er små, og frugterne har hver én enkelt kerne. Her nævnes de slægter, som er optaget på Angiosperm Phylogeny Groups liste.
| Slægter |

| - Actinodaphne - Aiouea - Alseodaphne - Anaueria - Aniba - Apollonias - Beilschmiedia - Caryodaphnopsis - Cassytha - Chlorocardium - Cinnadenia - Kanel-slægten (Cinnamomum) - Cryptocarya - Dahlgrenodendron - Dehaasia - Dicypellium | - Dodecadenia - Endiandra - Endlicheria - Eusideroxylon - Hypodaphnis - Kubitzkia - Laurbær-slægten (Laurus) - Licaria - Sommerlaurbær (Lindera) - Litsea - Mezilaurus - Micropora - Nectandra - Neocinnamomum - Neolitsea - Nothaphoebe | - Ocotea - Paraia - Parasassafras - Avocado-slægten (Persea) - Phoebe - Pleurothyrium - Potameia - Potoxylon - Rhodostemonodaphne - Sassafras-slægten (Sassafras) - Sinosassafras - Temmodaphne - Triadodaphne - Umbellularia - Urbanodendron - Williamodendron |

## Note
1. ↑  APG: List of Genera in Lauraceae (engelsk) (senest opdateret den 9. september 2011)